# 彦島八幡宮
彦島八幡宮（ひこしまはちまんぐう）は、山口県下関市彦島にある神社。彦島の総鎮守。

## 歴史
1159年（平治元年）10月に彦島開拓の祖・河野通次が、海中から八幡菩薩が刻まれた銅鏡（御正体・懸仏）としての御神体を引き上げ、それを祠に祀って宇佐神宮から勧請したのが創始とされる。10月の秋の例大祭で行われる860余年の伝統を持つ下関市無形民俗文化財「サイ上リ神事」では、その場面が再現される。4代後の道久の代である1349年（正平4年）に現在地へと遷座した。
造船、漁業関係者の崇敬を篤く受けてきた他、安産の神「子安八幡」などとしても崇められてきた。

## 祭神
- 仲哀天皇
- 応神天皇
- 神功皇后
- 仁徳天皇

## 境内
- 本殿・拝殿
- 瑞鳳殿
- 仲哀天皇御駐蹕聖蹟の碑
  - 弓立の松
- 磐座ペトログラフ
- 楼門
- 狛犬
- 手水舎
- 神池・神橋
- 鳥居

境内社
- 大歳神社
- 若宮神社
- 水神社

## 境外社・兼務社
彦島地区各地の神社の祭事も担っている。
- 竹の子島金刀比羅宮
- 竹の子島天満宮
- 南風泊恵比須神社
- 海士郷恵美須神社
- 貴布禰神社
- 船島神社（巌流島）
- 塩釜神社
- 福浦金刀比羅宮
- 田の首八幡宮
- 六連島八幡宮
  - 荒神・七社

## 祭事
- 1月1日 - 歳旦祭並びに新年拝賀、初太鼓
- 1月3日 - 元始祭
- 1月第2月曜日 - 成人祭
- 2月3日 - 節分祭追儺式
- 2月11日 - 紀元祭並びに建国奉祝式典
- 2月17日 - 祈年祭
- 2月23日 - 天長祭
- 3月15日 - 南風泊恵比須神社例祭
- 4月第1土日 - 竹の子島金刀比羅宮例祭
- 4月9日 - 六連島八幡宮荒神祭
- 4月中旬土曜日 - 船島神社例祭並びに佐々木小次郎慰霊祭
- 4月15日 - 彦島地区戦没者慰霊祭
- 5月5日 - 子供祭
- 5月上旬連休中 - 塩釜神社例祭
- 5月第3土日 - 福浦金刀比羅宮例祭
- 6月10日 - 海士郷恵美須神社例祭
- 6月下旬 - 奉賛会総会
- 6月30日 - 大祓式
- 7月9日 - 六連島八幡宮七社祭
- 7月15日 - 竹の子島天満宮例祭
- 7月29日～30日 - 夏越祭
- 9月22日～23日 - 貴布禰神社例祭
- 9月23日 - 秋分祭秋季祖霊祭
- 10月4日～5日 - 六連島八幡宮例祭
- 10月第2土日 - 田の首八幡宮例祭
- 10月第3土日 - 例大祭
- 11月3日 - 明治祭
- 11月15日 - 七五三
- 11月23日 - 新嘗祭
- 12月31日 - 大祓式・除夜祭